# Partênias
Os partênias ( em Grego Antigo οἱ Παρθενίαι / hoi Partheníai, "filhos de virgens" em tradução livre) foram os membros de uma classe de Esparciatas tida como inferior. Nascidos fora de casamentos no contexto das Guerras Messênias, abandonaram a Lacônia para fundar Tarento.

## Origem dos partênias
Há, ao menos, duas fontes históricas que tratam da origem dos partênias. A primeira é Antíoco de Siracusa, segundo a versão do historiador durante a Primeira Guerra Messênia os lacedemônios que não combateram foram considerados covardes e tornados escravos, sendo chamados de Hilotas enquanto as crianças nascidas durante o período foram chamadas de partênias e não receberam cidadania plena. Já na versão de Estrabão (citada por outros autores como Políbio e Dionísio de Halicarnasso), os espartanos juraram não retornar à Esparta até que capturassem Messênia (Grécia Antiga), contudo a guerra se estendeu por anos trazendo risco à demografia espartana. Para lidar com essa questão, no décimo ano do conflito foi permitido que os soldados mais jovens, os quais não haviam feito o juramento, voltassem à Esparta e engravidassem as mulheres, esses filhos foram os partênias.

## Revolta e fundação de Tarento
Após a vitória espartana no décimo nono ano do conflito com Messênia, os espartanos voltaram à sua cidade e negaram a cidadania plena aos partênias, pois esses foram frutos de relações fora de casamentos. Nessa situação, houve uma tentativa de revolta. A solução para a questão foi a de que os partênias se ausentassem de Esparta e fundassem uma cidade além mar, acabando ela por ser Tarento.